# Rupert Neß

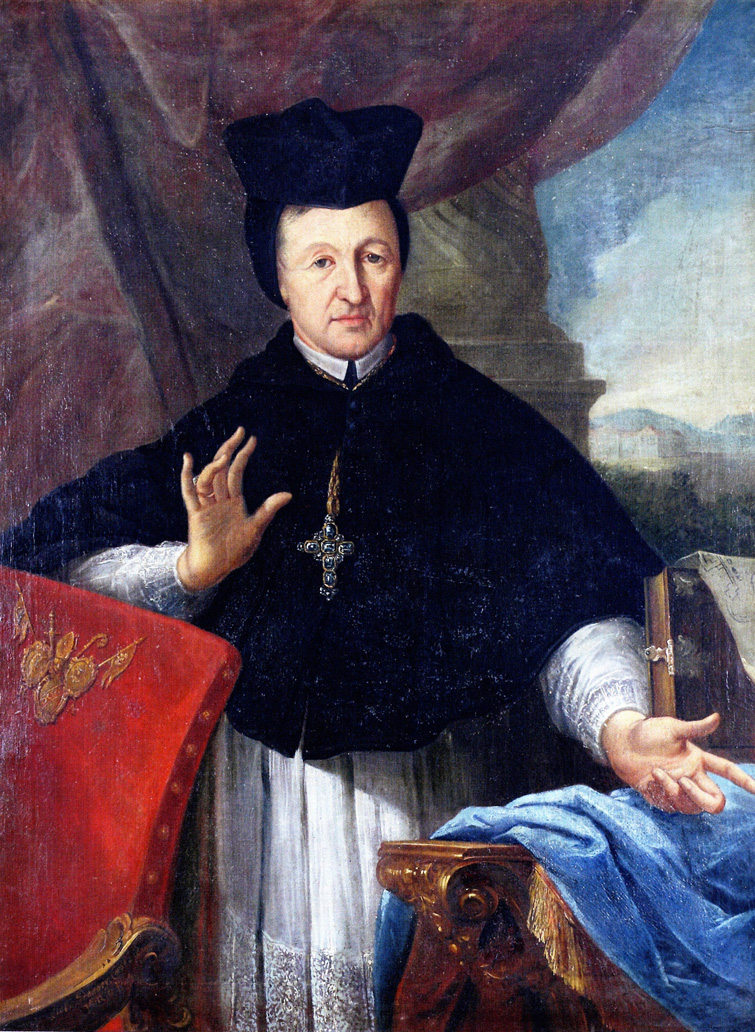
Abt Rupert Neß, 1723

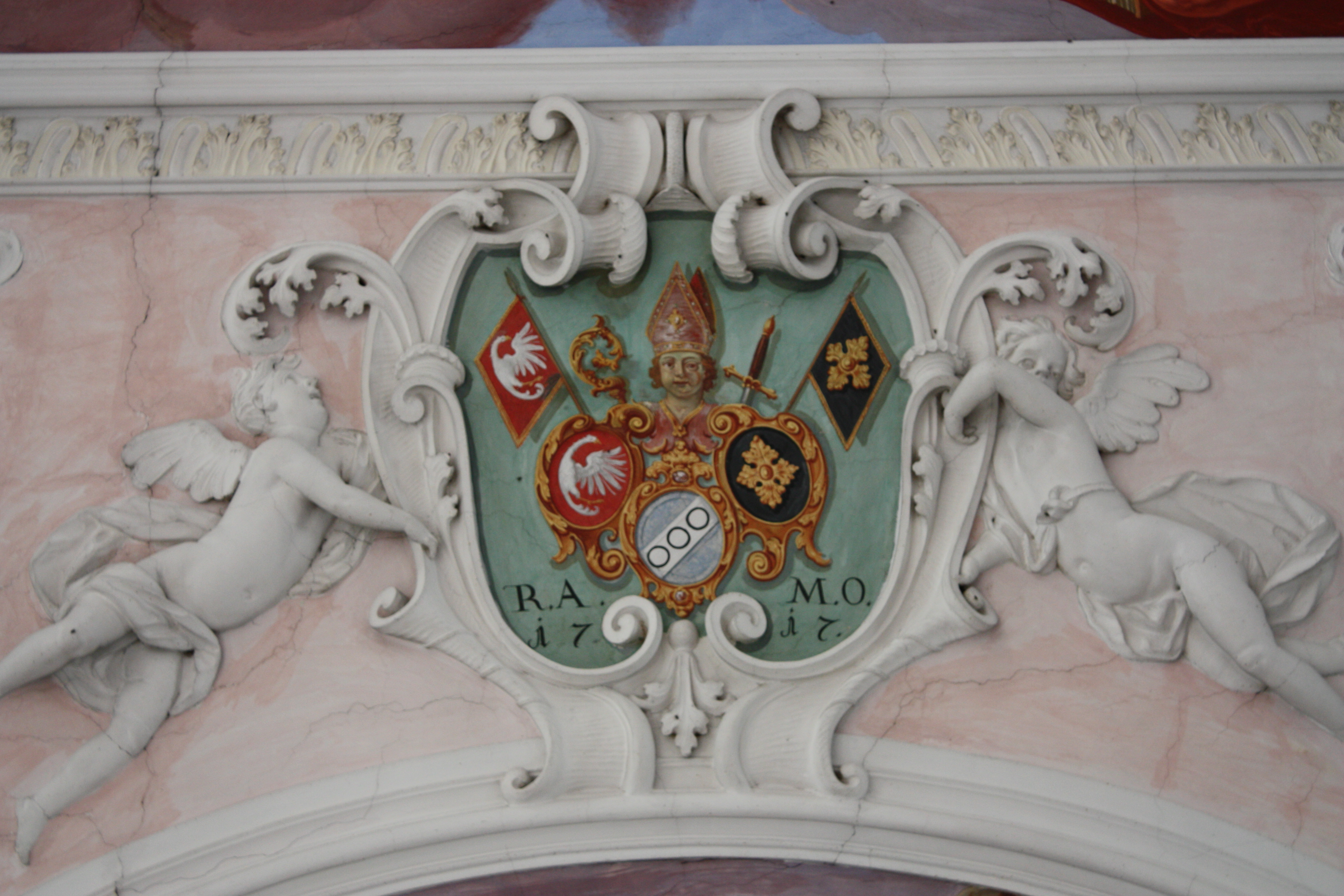
Abtswappen Rupert Neß von Ottobeuren

Rupert Neß OSB  (* 24. November 1670 in Wangen im Allgäu; † 20. Oktober 1740 in Ottobeuren; auch Rupert II.) war der 52. Abt und Reichsprälat des Klosters Ottobeuren.
Ruperts Vorgänger war der Abt Gordian Scherrich. Nach Scherrichs Tod wählte der Ottobeurer Konvent Rupert mit großer Mehrheit am 8. Mai 1710 zu dessen Nachfolger.

## Leben
Neß wurde dem angesehenen und wohlhabenden Wangener Schmiedemeister Jakob Neß und seiner Ehefrau Magdalena, geb. Waldtherrin, als drittes von sieben Kindern geboren und auf den Namen Johannes Chrysostomus getauft. Die höhere Schule absolvierte er auf der Stiftsschule der freien und exempten Reichsabtei Ottobeuren. Nach dem Abschluss trat er dort ein, bekam den hl. Rupert von Salzburg als Namenspatron und legte, noch nicht achtzehnjährig, am 11. Juli 1688 die Ordensgelübde ab. Außerdem studierte er an der Benedictineruniversität Salzburg Theologie, Kanonisches Recht und Philosophie. Im Jahre 1695 empfing er die Priesterweihe.
Im Jahr 1718 übernahm Abt Rupert Neß den Vorsitz der Salzburger Universitäts-Konföderation.
Neß verpflichtete Stuckateure, Bildhauer und Kunstmaler aus dem bayerischen, schwäbischen und italienischen Raum und war somit für den kompletten Neubau der Basilika Ottobeuren, wie sie heute zu sehen ist, hauptverantwortlich.
Das Rupert-Neß-Gymnasium Wangen und die Rupert-Ness-Schulen in Ottobeuren sind nach ihm benannt.

## Schriften
- Vindiciae divinitatis et immortalitatis contra atheos et pseudo-politicos. Demonstrationes physicae-politico-morales et metaphisticae. Campidoni 1702.
- Standhafte Gegendeclaration. Ottobeuren 1714.